# Carpe Diem (Joker Out)
"Carpe Diem" é uma canção da banda de pop rock eslovena Joker Out, lançada a 4 de fevereiro de 2023. A música representou a Eslovénia no Festival Eurovisão da Canção 2023, após a banda ter sido selecionada internamente a 8 de dezembro de 2022 pela Radiotelevizija Slovenija (RTV Slovenija). A música obteve o 5.º lugar na segunda semifinal e se classificou à Grande Final, onde terminou em 21.º lugar com 78 pontos. A música alcançou o primeiro lugar na Eslovénia e chegou ao top dez na Letónia, Lituânia e Suécia.

## Produção e lançamento
As gravações da música ocorreram no mês de dezembro de 2022 num estúdio de Hamburgo, na Alemanha, durante um período de 12 dias, de acordo com um post no Instagram que a banda publicou. A banda declarou que tinha querido manter a canção toda na língua eslovena, e disseram que queriam traduzir o esloveno numa linguagem universal de dança e entretenimento que todos os países percebessem. Em janeiro de 2023, a banda filmou seu videoclipe, gravado na capital da Eslovénia, Liubliana, no Grand Hotel Union.